# Cratere Larisa
Larisa  è un cratere sulla superficie di Venere.